# Strażnica WOP Pieńsk

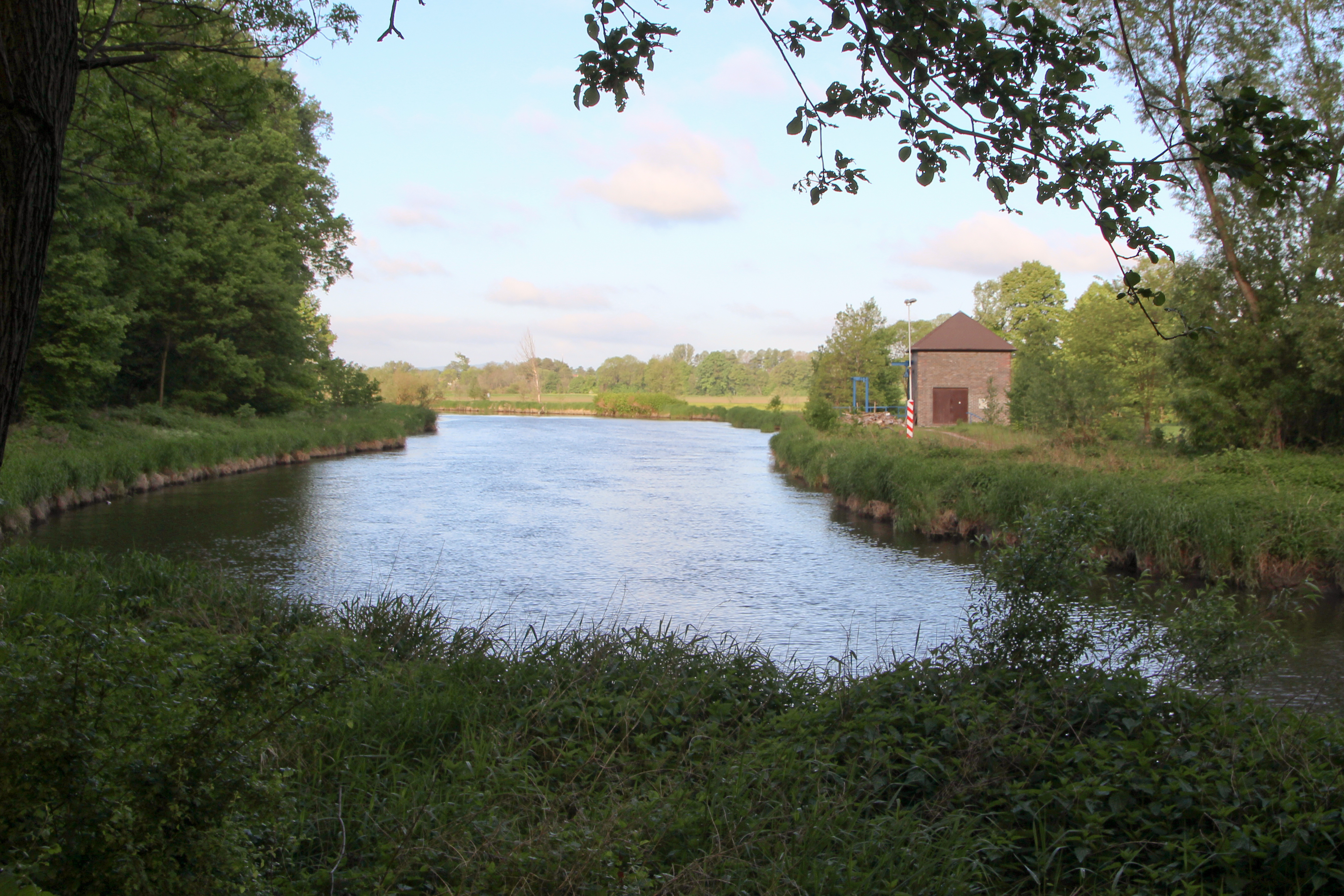
Granica polsko-niemiecka w Pieńsku (maj 2012)

Strażnica Wojsk Ochrony Pogranicza Pieńsk imienia szer. Tadeusza Wróbla – zlikwidowany podstawowy pododdział graniczny Wojsk Ochrony Pogranicza pełniący służbę graniczną na granicy Niemiecką Republiką Demokratyczną/Republiką Federalną Niemiec.
Strażnica Straży Graniczna w Pieńsku – zlikwidowana graniczna jednostka organizacyjna Straży Granicznej realizująca zadania bezpośrednio w ochronie granicy państwowej z Republiką Federalną Niemiec.

## Formowanie i zmiany organizacyjne

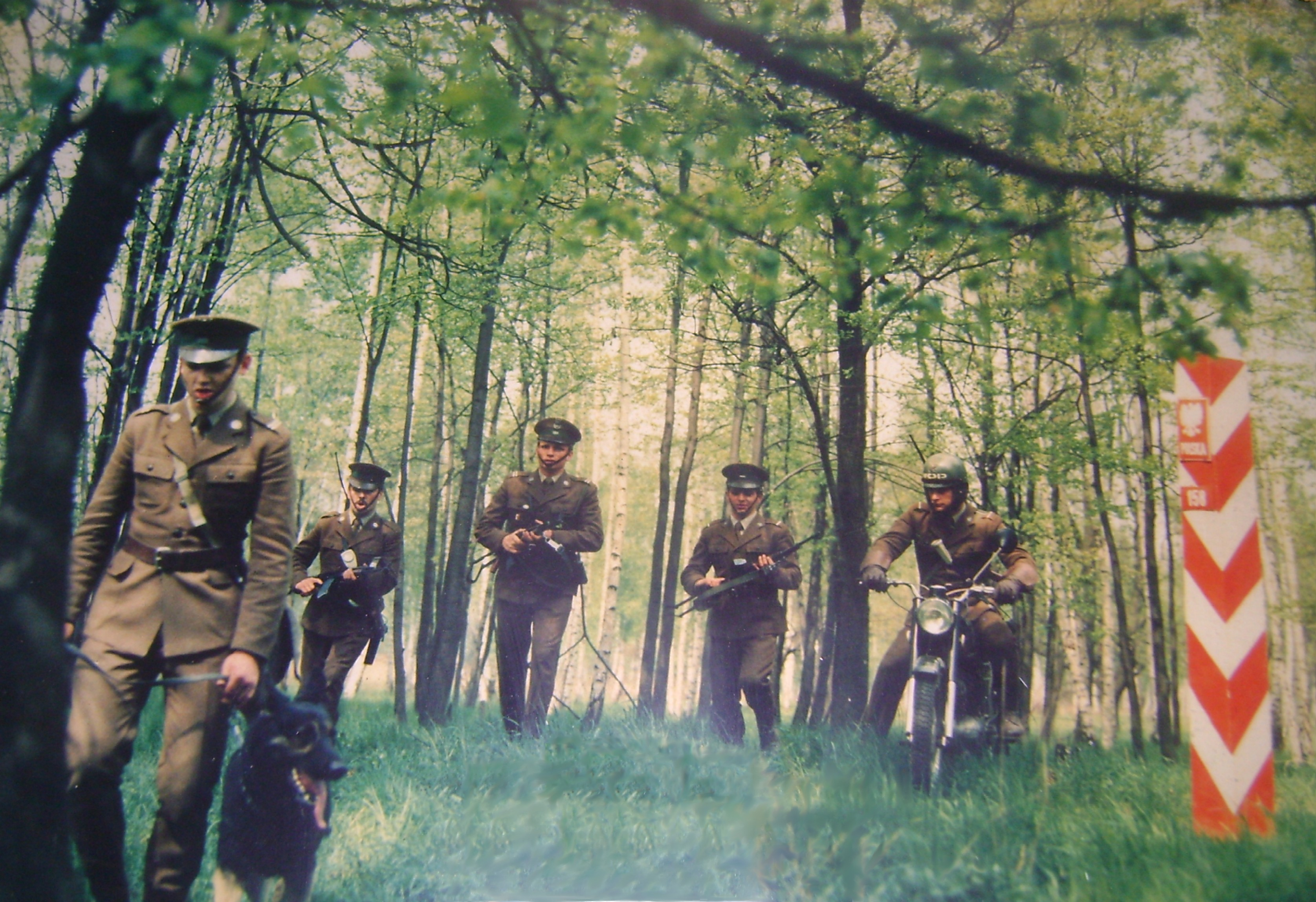
Żołnierze WOP w rej. znaku gran. nr 158 na granicy z NRD – odcinek strażnicy WOP Pieńsk

Jesienią 1948, w strukturze 18 batalionu Ochrony Pogranicza, została sformowana w Pieńsku strażnica OP nr 18a.
W wyniku reorganizacji 1 stycznia 1951 18a strażnica WOP Pieńsk została włączona w struktury 84 batalionu WOP w Zgorzelcu .
Od 15 marca 1954 wprowadzono nową numerację strażnic na poziomie krajowym, a strażnica I kategorii otrzymała nr 24.
W 1956 rozpoczęto numerowanie strażnic na poziomie brygady. Strażnica I kategorii Pieńsk miała nr 24 w 8 Brygadzie Wojsk Ochrony Pogranicza.
1 stycznia 1960, po kolejnej zmianie numeracji, strażnica posiadała numer 4 i zakwalifikowana była do kategorii II w 8 Łużyckiej Brygadzie WOP.
1 stycznia 1964 strażnica WOP nr 3 Pieńsk uzyskała status strażnicy lądowej i zaliczona została do II kategorii .
Straż Graniczna:
Po rozwiązaniu Wojsk Ochrony Pogranicza, 16 maja 1991 strażnica w Pieńsku weszła w podporządkowanie Łużyckiego Oddziału Straży Granicznej i przyjęła nazwę Strażnica Straży Granicznej w Pieńsku (Strażnica SG w Pieńsku).
W wyniku zmian reorganizacyjnych Straży Granicznej, Strażnica Straży Granicznej w Pieńsku kategorii IV została zlikwidowana.

## Wydarzenia
- 1950 – 10 maja podczas patrolowania swojego odcinka, w okolicach Pieńska, żołnierze ujrzeli siedzących nad Nysą Łużycką ludzi. Było już koło północy. Ubezpieczany przez szer. Stefana Pogorzelskiego Tadeusz Wróbel podszedł bliżej i wezwał ich do poddania. Jeden z nich zaczął uciekać, a na okrzyk „Stój” strzelił, raniąc Wróbla w brzuch. Wówczas z obu stron otworzono ogień. Śmiertelnie ranny Wróbel resztkami sił ostrzeliwał się, a posiadanym pistoletem sygnałowym oświetlił teren, co pozwoliło na trafienie dwóch uciekających. Jeden z nich utonął w nurcie rzeki. Za odwagę i męstwo wykazane w powyższej akcji obaj żołnierze odznaczeni zostali Krzyżami Walecznych, a szer. (strzelca) Tadeusza Wróbla awansowano na stopień st. szer. i wpisano do Honorowej Księgi Łużyckiej Brygady WOP jako Bohatera. Na podstawie rozkazu Dowódcy WOP, strażnicy w Pieńsku, w której służył, nadano jego imię. Samego zaś bohatera zaliczono na stałe w poczet członków jej załogi jako honorowego dowódcę patrolu pogotowia. Dlatego też przy codziennym podziale sił i środków wywoływany był jako pierwszy. Jego broń początkowo przekazywano najlepszemu żołnierzowi strażnicy jako wyróżnienie. Później zabrano ją do Muzeum Wojska Polskiego w Warszawie. Przymocowano do niej tabliczkę z tekstem: „Bronią strz. Wróbla Tadeusza przodować w ochronie granicy Polski Ludowej”. Tadeusz Wróbel został pochowany w swojej rodzinnej wsi Dębowa Łąka[9], natomiast w Lubaniu można zobaczyć jego symboliczny grób[10].
- 1976 – wycofano ostatecznie z granicy rowery, zastępując je motocyklami małolitrażowymi; WSK-175 dla kadry i WSK-125 dla żołnierzy służby zasadniczej (5–13 motocykli w zależności od obsady i na jakiej granicy). Wyposażone w łączność radiową motocykle stały się podstawowym środkiem transportu w służbie patrolowej i rozpoznawczej[11].

## Strażnice sąsiednie
- 18 strażnica OP Żarka ⇔ 19 strażnica OP Bielawa Dolna – jesień 1948
- 23 strażnica WOP Żarka kat. III ⇔ 25 strażnica WOP Bielawa Dolna kat. I – 1956
- 5 strażnica WOP Żarka kat. II ⇔ 3 strażnica WOP Bielawa Dolna kat. II – 1.01.1960
- 4 strażnica WOP lądowa Żarka kat. II ⇔ 2 strażnica WOP lądowa Bielawa Dolna kat. II – 1.01.1964

Straż Graniczna:
- Strażnica SG w Zgorzelcu ⇔ Strażnica SG w Bielawie Dolnej – 16.05.1991.

## Komendanci/dowódcy strażnicy

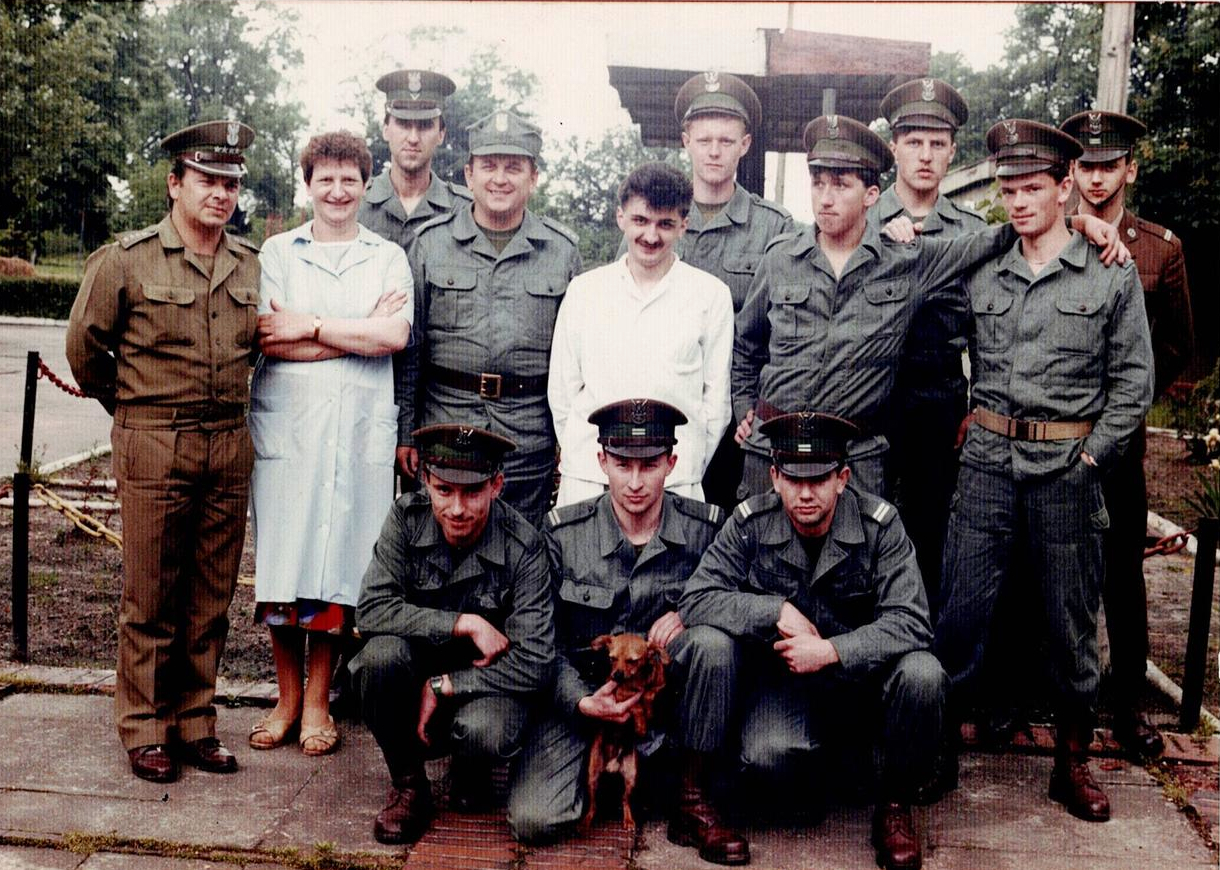
Załoga strażnicy (1990)

- sierż. Mieczysław Zawada[f] (poł. 1949–08.1950)[1]
- ppor. Henryk Godlewski (do 1952)
- ppor. Stefan Mardofel (od 1952)
- kpt. Rędziak (był w 1990).

## Upamiętnienie

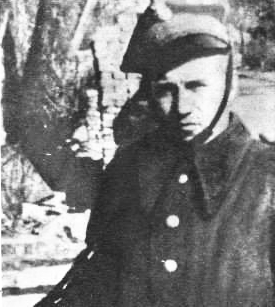
szer. Tadeusz Wróbel – jego imieniem nazwano strażnicę WOP Pieńsk

W miejscu akcji z 10 maja 1950 ustawiono głaz ze stosownym napisem. Po pewnym czasie wykonano tu betonowy pomnik w kształcie nagrobka. Obecny, trzeci już pomnik, powstał ze składek społeczeństwa Pieńska, członków Polskiego Związku Wędkarskiego, żołnierzy strażnicy i wszystkich, którzy chcieli zachować go w pamięci. Główną część pomnika stanowi czworoboczny słup z metalowym orłem na czubku. Na cokole przymocowano tablicę z tekstem: „W dniu 10.V.1950 r. poległ na polu chwały w obronie granicy polskiej st. szer. Tadeusz Wróbel. Cześć jego pamięci”. Na słupie przymocowano kolejną tablicę w kształcie tarczy. Widać na niej orła i napis „45 lat Ludowego Wojska Polskiego. 43 lata Wojsk Ochrony Pogranicza. 20 lat Harcerskiej Służby Granicznej. Zlot 9–11.06.1988 r”. Corocznie 10 maja żołnierze wystawiali tutaj wartę honorową i składali kwiaty. Odbywały się także zawody wędkarskie o puchar Tadeusza Wróbla organizowane przez koło PZW w Pieńsku. W 2011, z okazji 20-lecia Straży Granicznej zorganizowano tutaj uroczystość złożenia kwiatów. Przypomniano wszystkim obecnym sylwetkę Tadeusza Wróbla. Następnie zapalono znicze i wystawiono warte honorową składającą się z funkcjonariuszy Straży Granicznej  i harcerzy. Aby dotrzeć do tego pomnika należy od ul. Zgorzeleckiej w Pieńsku skręcić w ul. Rzeczną, przejść nią, aż do stacji uzdatniania wody. Tam skręcić w lewo w drogę prowadzącą w stronę widocznej już oczyszczalni ścieków i udać się w prawo wzdłuż ogrodzenia.
Na pieńskiej strażnicy została utworzona izba pamięci. Nosiła imię Tadeusza Wróbla. Wewnątrz było wiele zdjęć, bohaterów granic, relacje o tamtym wydarzeniu. Było też duże zdjęcie patrona strażnicy, Krzyż Walecznych nadany mu pośmiertnie przez Bieruta i Radkiewicza 22 lipca 1950, zdjęcia z rocznicowych uroczystości pod pomnikiem nad Nysą. Także z udziałem matki i sióstr oraz kilka tomów ksiąg pamiątkowych . Materiały dotyczące szer. T. Wróbla, po likwidacji w wyniku zmian reorganizacyjnych strażnicy SG kat. IV w Pieńsku zostały przekazane do Sali Tradycji Łużyckiego Oddziału SG, a następnie Ośrodka Szkoleń Specjalistycznych SG w Lubaniu.
W Polsce kilka drużyn Harcerskiej Służby Granicznej nosiło imię Tadeusza Wróbla w: Lubaniu (36 Drużyna Harcerska), Słubicach, Maczkowie Żarka nad Nysą. Po wojnie, pierwsze informacje o współpracy harcerzy i pograniczników odnotowano w 1957. W tym bowiem powstała 29 Białowieska Drużyna Harcerska „Pogranicznik” im. Tadeusza Wróbla. 
Fragment napisanej przez  wojskowego poetę, Tadeusza Latuska, „Elegii na śmierć szer. Wróbla”:
„... I już Wróbel jak grom z czarnej chmury
Spada – „Powstań! Ręce do góry!”
I zerwali się tchórze spłoszeni
i godzili weń kulą zdradziecką...

Krew z rozdartych wnętrzności płynie,
Ostry ból we wnętrznościach wierci.
A On strzela...

Księżyc patrzy zdumiony,
jak cicho kona nocą
Bohater...”